# Für immer Single?
Für immer Single? (Originaltitel: That Awkward Moment) ist eine US-amerikanische Filmkomödie von Tom Gormican aus dem Jahr 2014. In dem Spielfilm geht es um drei Freunde, die beschließen, gemeinsam Single zu bleiben. In den Hauptrollen sind Zac Efron, Miles Teller und Michael B. Jordan zu sehen. Die Premiere war in Los Angeles am 27. Januar 2014, der deutsche Kinostart war am 24. April 2014.

## Handlung
Mikey wird von seiner Ehefrau Vera verlassen. Um ihn auf andere Gedanken zu bringen, schließen seine beiden besten Freunde Jason und Daniel mit ihm den Pakt, das Singledasein in vollen Zügen zu genießen und keinerlei feste Bindung mehr einzugehen. Sie tingeln durch die Clubs und Bars und suchen nach One-Night-Stands. Dann trifft Jason Ellie und entwickelt – zur eigenen Überraschung – Gefühle für sie. Daniel geht ohne das Wissen seiner Freunde eine Beziehung mit der gemeinsamen Freundin Chelsea ein. Auch Mikey lernt angeblich eine neue Partnerin kennen, jedoch wissen die anderen beiden nicht, dass es sich dabei um seine Ex-Frau handelt. Die drei Freunde müssen nun entscheiden, ob und wie sie ihre neuen Gefühle mit dem selbst verordneten Singledasein in Einklang bringen können.

## Hintergrund
Für immer Single? wurde von What If It Barks Films zunächst unter dem Titel Are We Officially Dating? entwickelt. Das Drehbuch von Tom Gormican war 2010 auf der Top-Liste der unproduzierten Drehbücher. Im September 2013 wurde der Filmtitel schließlich in That Awkward Moment umgeändert. Unter dem Ursprungstitel Are We Officially Dating? kam der Film in Australien und Neuseeland in die Kinos. Vertrieben wird der Film von Focus Features. Die Filmkomödie ist das Regiedebüt von Tom Gormican.
Im August 2012 wurde Zac Efron als erster Darsteller des Filmes bekannt gegeben. Im Oktober 2012 folgte Miles Teller sowie im November Imogen Poots und Michael B. Jordan. Die Dreharbeiten fanden im November 2012 in New York City statt. Die Produktionskosten belaufen sich auf etwa acht Millionen US-Dollar.
Die Premiere fand am 27. Januar 2014 in Los Angeles statt. Der Kinostart in den USA war am 31. Januar 2014. Das weltweite Einspielergebnis mit dem Stand vom 14. April 2014 beläuft sich auf über 53 Millionen US-Dollar, wovon etwas über 26 Millionen Dollar alleine aus den Vereinigten Staaten kommen. Der deutsche Kinostart war für den 26. April 2014 geplant.

## Rezeption
Der Film erhielt überwiegend negative Kritiken.
Christoph Petersen von Filmstarts.de fand, dass der Film „an einer einfallslosen Inszenierung“ leide. Er lobte jedoch das „überzeugende Hauptdarsteller-Trio und die geschliffenen Dialoge“. Moviejones bemängelt, dass man versuche „ein bisschen American Pie-Humor mit klischeehaftem Romantikschmalz zu verbinden, was nicht so recht funktioniert“. Ihr Gesamturteil ist, dass man von dem Film „mehr als Durchschnitt […] nicht zu erwarten“ hat. Stephen Holden von der New York Times findet den Film ärgerlich, da er „versucht […] Vorläufer wie Hangover in ekligem Humor zu übertrumpfen“, aber „dabei […] nur eine gemeine, witzlose Sex-Komödie“ sei.
Aber auch positive Kritiken gab es. So urteilte Amy Nicholson von der Los Angeles Times, dass der Film „eine überraschend gute Bromance-Version von Sex and the City sei“.
Der Hauptdarsteller Zac Efron konnte bei den MTV Movie Awards 2014 den Award in der Kategorie Bester Oben-Ohne Auftritt gewinnen.